# Gorj
Gorj (IPA: [gorʒ])  županija nalazi se u južnoj Rumunjskoj u povjesnoj pokrajini Olteniji. Glavni grad županije Gorj je grad Târgu Jiu.

## Demografija
Po popisu stanovništva iz 2002. godine na prostoru županije Gorj živjelo je 387.308 stanovnika, dok je prosječna gustoća naseljenosti 69 stan/km².
- Rumunji - oko 98%[1]
- Romi, ostali.

| Godina | Ukupno stanovnika |
| ------ | ----------------- |
| 1948.  | 280.524           |
| 1956.  | 293.031           |
| 1966.  | 298.382           |
| 1977.  | 348.521           |
| 1992.  | 401.021           |
| 2002.  | 387.308           |

## Zemljopis
Gorj županija ima ukupno površinu od 5.602 km ².
Na sjevernoj strani županije nalazi se planina Karpati. Na zapadu se nalaze planina Vulcanului, na istoku se nalaze planine Parâng i Negoveanu. Na jugu planine prelaze u brda pa u nizine.
Glavna rijeka u županiji je Jiu u koju se uljevaju sve manje rijeke.

#### Susjedne županije
- Vâlcea na istoku.
- Mehedinţi i Caraş-Severin na zapadu.
- Hunedoara na sjeveru.
- Dolj na jugu.

## Gospodarstvo
Na sjeveru županije eksplatira se ugljen u blizini gradova Motru i Rovinari. Postoje dvije velike termoelektrane u Rovinari i Turceni. Županija je najveći proizvođač električne energije u Rumunjskoj s 36%.
Glavne gospodarske grane u županiji su :
- rudarstvo.
- proizvodnja mehaničkih komponenti
- drvna industrija,
- kemijska industrija
- proizvodnja hrane i pića
- tekstilna industrija

Zbog smanjenja aktivnosti u rudarstvu, županija ima jednu od najvećih stopa nezaposlenosti u Rumunjskoj.

## Administrativna podjela
Županija je podjeljena na dvije municipije, šest gradova i 61 općinu.

### Municipiji
- Târgu Jiu - glavni grad; stanovnika: 100.000.
- Motru

### Gradovi
- Rovinari
- Bumbeşti-Jiu
- Târgu Cărbuneşti
- Turceni
- Tismana
- Novaci
- Ţicleni

### Općine
| - Albeni - Alimpeşti - Aninoasa - Arcani - Baia de Fier - Bălăneşti - Băleşti - Bărbăteşti - Bengeşti | - Berleşti - Bâlteni - Bolboşi - Borăscu - Brăneşti - Bumbeşti-Piţic - Bustuchin - Câlnic - Căpreni | - Cătunele - Ciuperceni - Crasna - Cruşeţ - Dănciuleşti - Dăneşti - Drăgoteşti - Drăguţeşti - Fărcăşeşti | - Glogova - Godineşti - Hurezani - Ioneşti - Jupâneşti - Leleşti - Licurici - Logreşti - Mătăsari | - Muşeteşti - Negomir - Padeş - Peştişani - Plopşoru - Polovragi - Prigoria - Roşia de Amaradia - Runcu | - Săcelu - Samarineşti - Săuleşti - Schela - Scoarţa - Slivileşti - Stăneşti - Stejari - Stoina | - Ţânţăreni - Teleşti - Turburea - Turcineşti - Urdari - Văgiuleşti - Vladimir |